# Курсив
Курси́в (через нем. kursiv из лат. cursiva littera — «беглый почерк»):

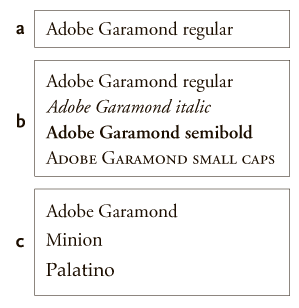
Варианты начертания шрифта Garamond (курсив — второй в группе b («italic»))

- в палеографии — обычно то же, что скоропись: беглый связный почерк латинского и греческого письма на мягком материале, возникший в I—II вв. н. э., а также аналогичные почерки некоторых других письменностей (еврейской, глаголической и др.); применительно же к рукописной кириллице, старые (XIV — начала XIX вв.) подобные почерки обычно принято называть не курсивом, а скорописью, новые же (с середины XVIII в. до наших дней) стандартного названия не имеют и именуются описательно и в разных источниках по-разному: «гражданское письмо», «новый (или русский) письменный тип кириллицы», «письменный тип гражданской кириллицы», «русское рукописное письмо» и т. п.;
- в типографике — печатный шрифт с наклоном основных штрихов приблизительно в 15° и скруглёнными формами штрихов и их соединений, несколько напоминающий рукописный; используется большей частью как вид выделительного начертания для письменностей, в которых основные штрихи ориентированы преимущественно вертикально.[1]

Типографский курсив на практике нередко называют италиком (см. ниже) — под влиянием иностранных языков, а также ради того, чтобы четко отделить значение термина от простой рукописи (для которой термин курсив нередко используется как в русском языке, так и тем более в иностранных).
Не следует путать курсив и наклонный шрифт, также используемый для смыслового выделения в тексте. Если курсив представляет собой специально спроектированный шрифтовой набор, имеющий лишь отдалённое сходство с соответствующим прямым шрифтом, то наклонный (по-английски он называется oblique, или slanted) представляет собой лишь слегка модифицированный прямой, слегка «заваленный» вправо.

Курсивное и прямое начертания кириллицы в гарнитуре Times

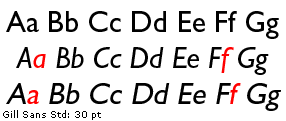
Прямое, курсивное и наклонное начертания гарнитуры Gill

## История
Современный типографский курсив развился из рукописного курсивного письма и минускула, существовавших ещё в Древней Греции и Древнем Риме. Такой шрифт впервые получил мощное развитие в Италии эпохи Возрождения, вследствие чего в ряде языков (например, в английском и французском) курсив называется «итальянским» шрифтом (italic), в отличие от прямого «римского» (roman).